# Йылдыз
Йылды́з-сарай (тур. Yıldız Sarayı Йылдыз сарайы — «Звёздный дворец») — дворцово-парковый комплекс в Стамбуле, служивший главной резиденцией османских султанов во времена Абдул-Хамида II (правил в 1876—1909 годах).
Абдул-Хамид покинул приморский дворец Долмабахче в целях безопасности. Он поручил итальянскому архитектору Раймондо д’Аронко расширение султанской усадьбы в Йылдызе, изначально обустроенной Абдул-Меджидом I и расположенной в менее уязвимом месте.
Сквер между дворцами Йылдыз и Чираган занимает парк Йылдыз, засаженный экзотическими деревьями и цветами. В нём сохранились Мальтийский павильон Абдул-Азиза, спроектированный Бальянами в разгар придворного увлечения формами европейского барокко, дворец-«шале» с перламутровой гостиной кайзера Вильгельма II, придворный театр и фарфоровая мануфактура.
После падения монархии в Йылдызе некоторое время останавливались приезжавшие в Стамбул главы зарубежных государств и высокопоставленные дипломаты (включая Косыгина и Подгорного), пока наконец он не был преобразован в общедоступный музей.

## Галерея

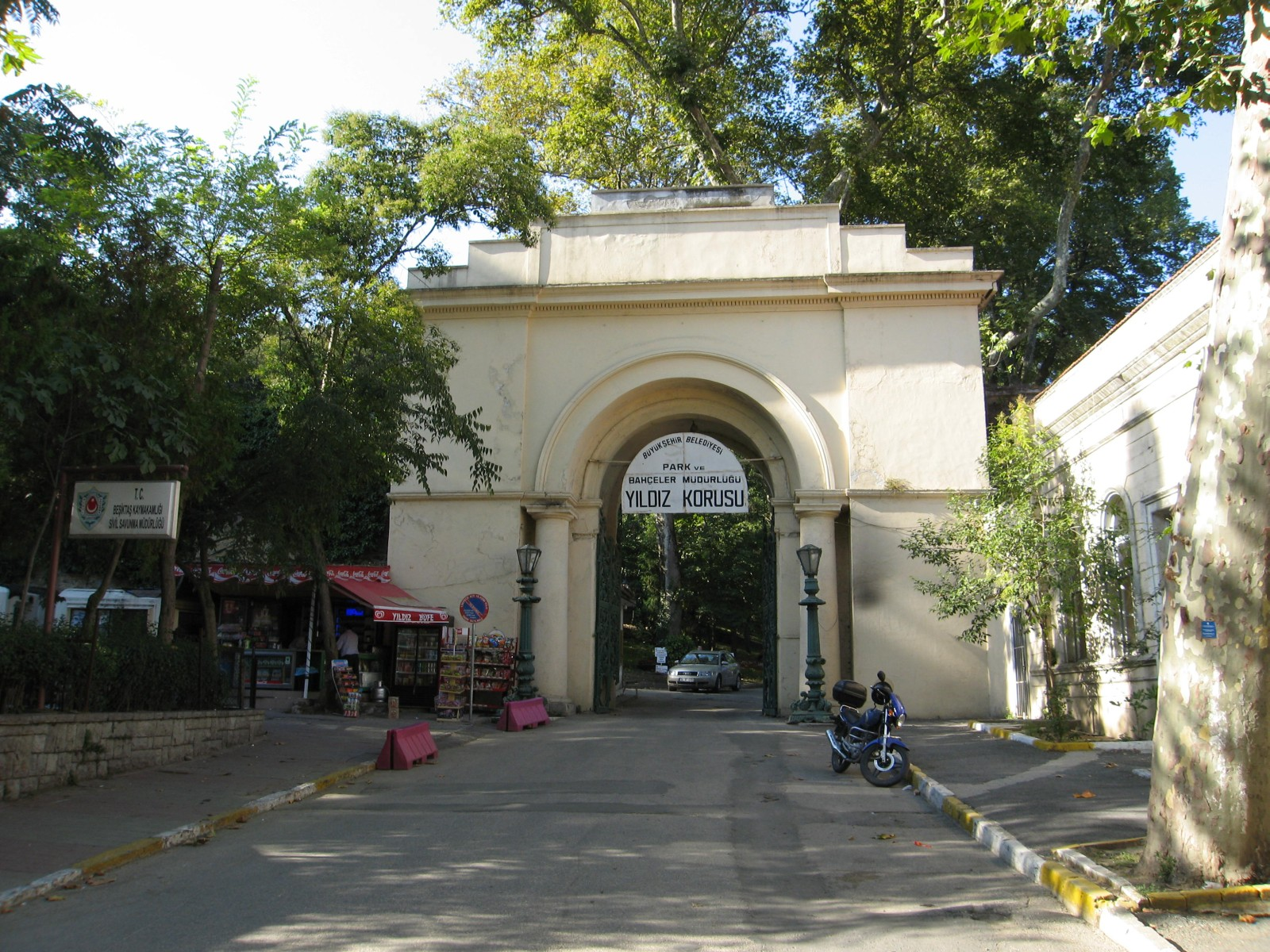
Вход в парк Йылдыз
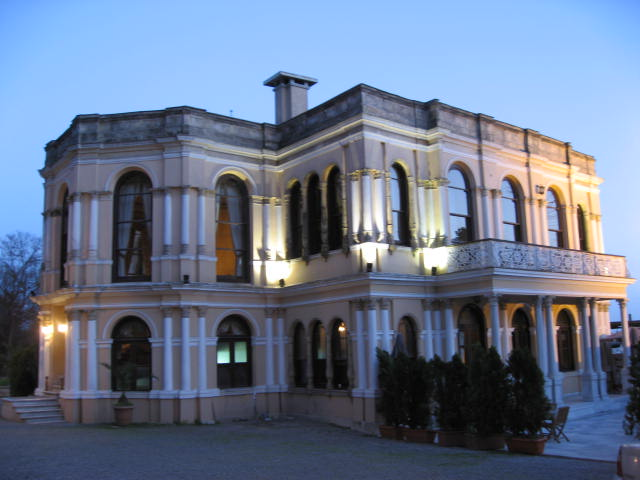
Мальтийский павильон
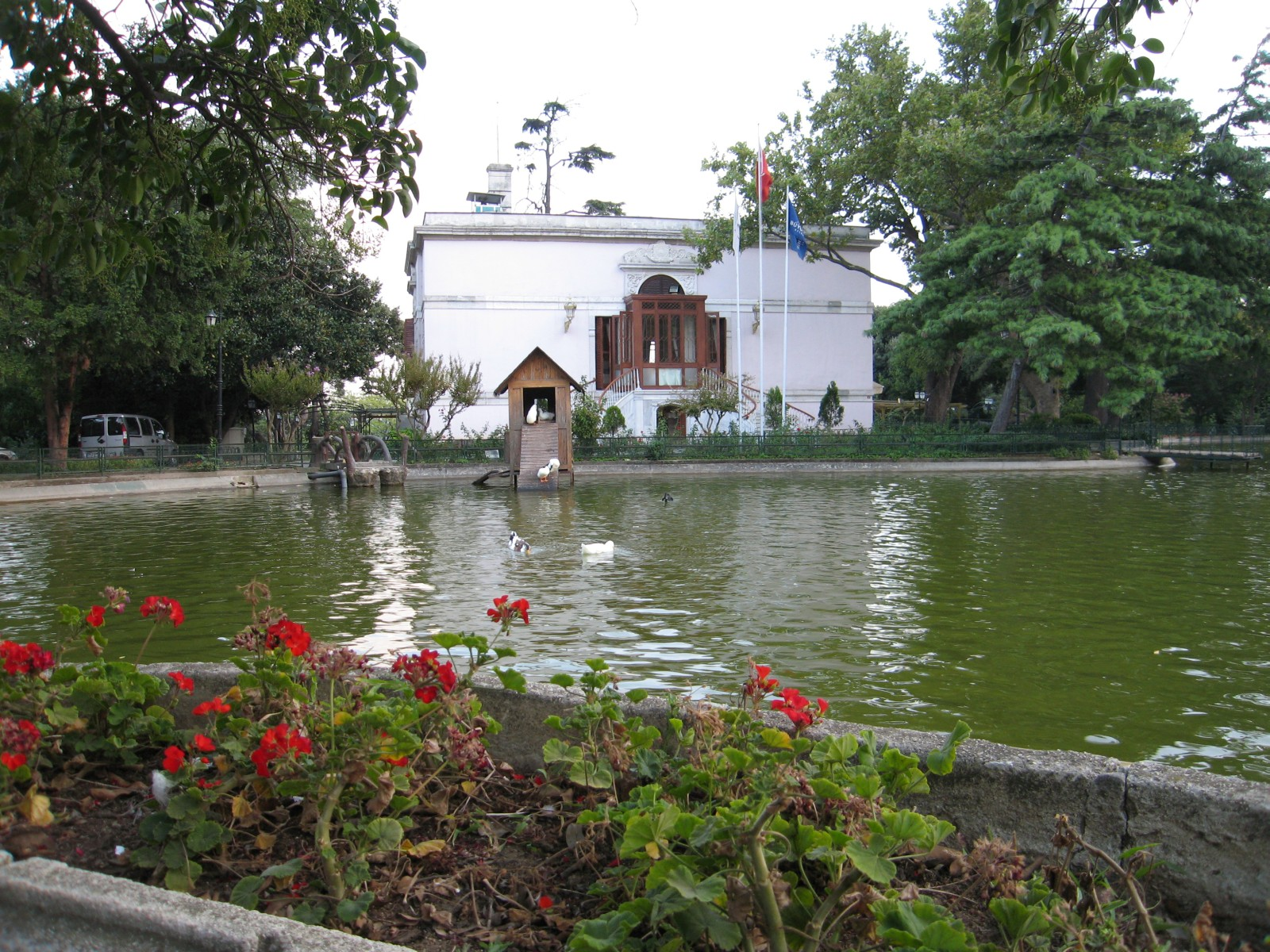
Павильон Чадыр
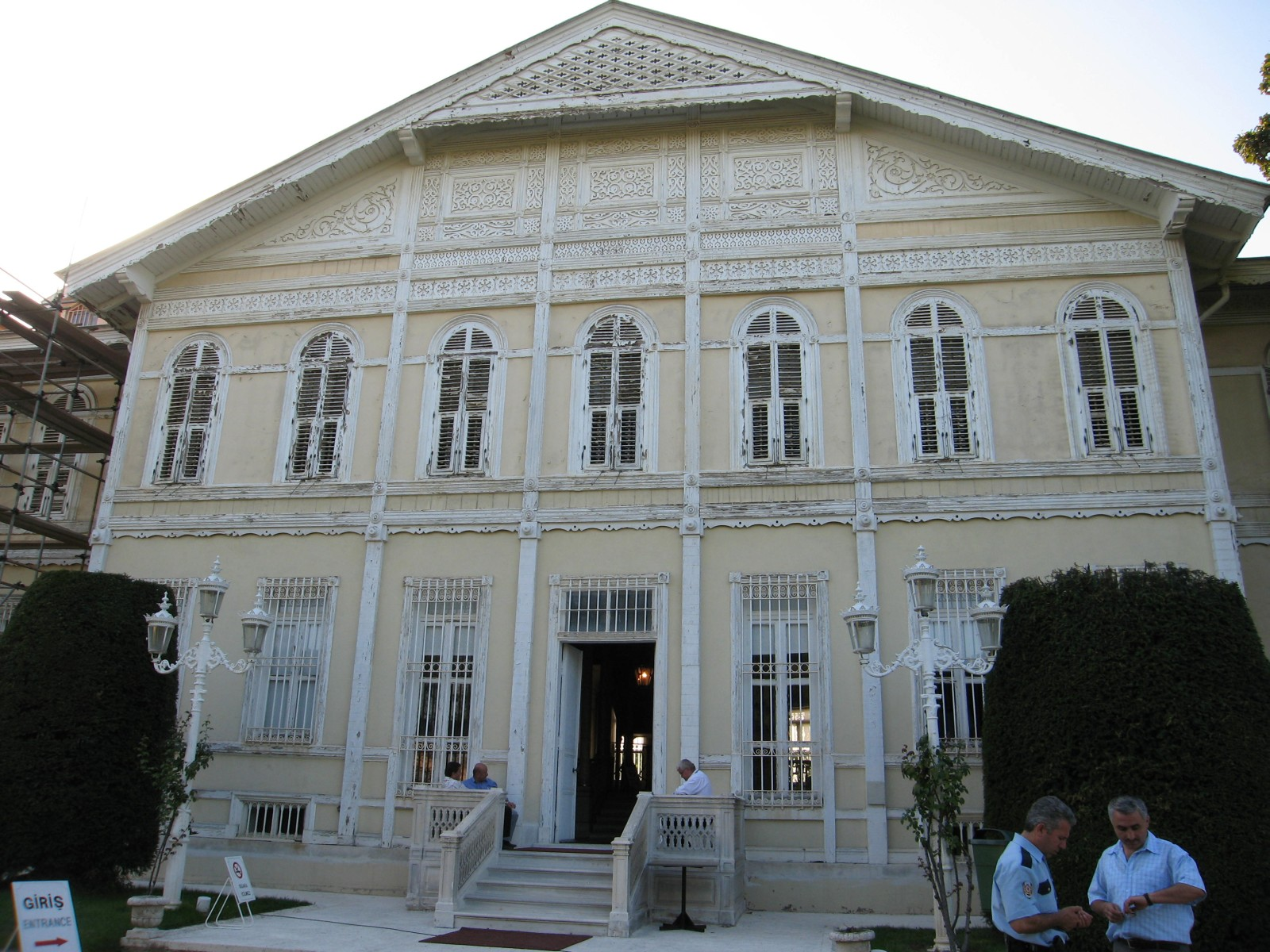
Павильон «Шале»
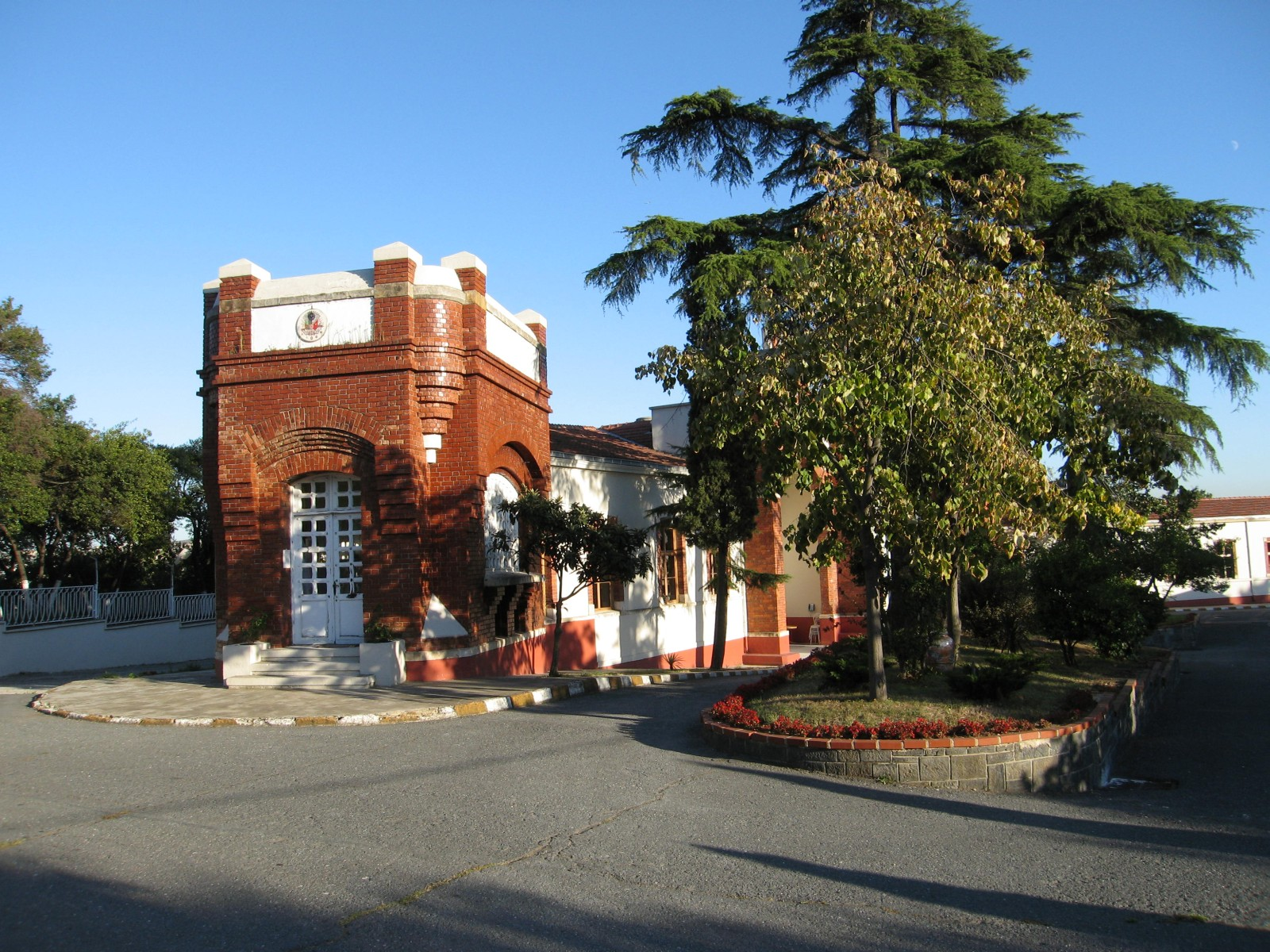
Фарфоровая мануфактура